# Слугі
Слугі (пол. Sługi) — село в Польщі, у гміні Гура-Свентей-Малгожати Ленчицького повіту Лодзинського воєводства.
Населення — 257 осіб (2011).
У 1975-1998 роках село належало до Плоцького воєводства.

## Демографія
Демографічна структура станом на 31 березня 2011 року:
|          | Загалом | Допрацездатний вік | Працездатний вік | Постпрацездатний вік |
| -------- | ------- | ------------------ | ---------------- | -------------------- |
| Чоловіки | 121     | 31                 | 72               | 18                   |
| Жінки    | 136     | 30                 | 67               | 39                   |
| Разом    | 257     | 61                 | 139              | 57                   |